# Södra Vi distrikt
Södra Vi distrikt är ett distrikt i Vimmerby kommun och Kalmar län. 
Distriktet ligger i nordvästra delen av kommunen. 

## Tidigare administrativ tillhörighet
Distriktet inrättades 2016 och utgörs av socknen Södra Vi i Vimmerby kommun.
Området motsvarar den omfattning Södra Vi församling hade vid årsskiftet 1999/2000.